# Buckethead/Diskografie
Diese Diskografie ist eine Übersicht über die musikalischen Werke des US-amerikanischen Musikers Buckethead der hauptsächlich als Gitarrist tätig ist. Die Übersicht besteht aus 519 Studioalben (inkl. 660 aus der Buckethead Pike Serie), einem Livealbum, vier weitere Veröffentlichungen, eine EP, sechs Demos, acht Singles, neun Videoalben und vier Musikvideos.
Seit dem Jahr 1994 veröffentlichte Buckethead außerdem sechs Alben unter dem Anagramm Death Cube K. Er arbeitete an 74 weiteren Werken zusammen mit anderen Bands und Künstlern. Die Anzahl von Teilnahmen an Kompilationen und Gastauftritten beträgt 97. Zusammengefasst nahm Buckethead an über 500 verschiedenen Projekten teil.

## Alben

### Studioalben
| Jahr | LP  | Album                                        | Musiklabel Katalog-Nr.            | Erstveröffentlichung | Länge   |
| ---- | --- | -------------------------------------------- | --------------------------------- | -------------------- | ------- |
| 1992 | 1   | Bucketheadland                               | Avant Avan 007                    | 5. Februar           | 1:14:56 |
| 1994 | 2   | Giant Robot                                  | Sony Japan SRCS 7494              | 3. November          | 1:13:31 |
| 1996 | 3   | The Day of the Robot                         | Subharmonic SM-9804-2             | 30. April            | 0:42:44 |
| 1998 | 4   | Colma                                        | CyberOctave COCD 45380            | 24. März             | 0:54:27 |
| 1999 | 5   | Monsters and Robots                          | CyberOctave COCD 47499            | 20. April            | 0:50:54 |
| 2001 | 6   | Somewhere Over the Slaughterhouse            | Stray SR0016                      | 5. Juni              | 0:46:55 |
| 2002 | 7   | Funnel Weaver                                | Ion IN 2016-2                     | 15. Februar          | 1:00:06 |
| 2002 | 8   | Bermuda Triangle                             | Catalyst CECD1000                 | 25. Juli             | 0:49:32 |
| 2002 | 9   | Electric Tears                               | Metastation MT-0015               | 8. Oktober           | 1:10:58 |
| 2003 | 10  | Bucketheadland 2                             | Ion IN 2019-2                     | 14. Oktober          | 0:58:24 |
| 2004 | 11  | Island of Lost Minds                         | Bucketheadland                    | 19. März             | 0:47:32 |
| 2004 | 12  | Population Override                          | Ion IN 2020-2                     | 30. März             | 0:55:22 |
| 2004 | 13  | The Cuckoo Clocks of Hell                    | Disembodied BRO370                | 20. April            | 0:52:16 |
| 2005 | 14  | Enter the Chicken                            | Serjical Strike                   | 25. Oktober          | 0:41:21 |
| 2005 | 15  | Kaleidoscalp                                 | Tzadik Records TZ 7409            | 22. November         | 0:53:31 |
| 2005 | 16  | Inbred Mountain                              | TDRS, Bucketheadland              | 2. Dezember          | 0:43:21 |
| 2006 | 17  | The Elephant Man’s Alarm Clock               | Bucketheadland                    | 17. Februar          | 0:47:14 |
| 2006 | 18  | Crime Slunk Scene                            | Bucketheadland                    | 15. September        | 0:44:21 |
| 2007 | 19  | Pepper’s Ghost                               | Hatboxghost Music                 | 1. März              | 0:45:16 |
| 2007 | 20  | Decoding the Tomb of Bansheebot / Ghost Host | Hatboxghost Music, Bucketheadland | 30. Oktober          | 0:46:46 |
| 2007 | 21  | Cyborg Slunks                                | TDRS                              | 30. Oktober          | 0:44:16 |
| 2008 | 22  | Albino Slug / Clockunwise                    | Hatboxghost Music, Bucketheadland | 17. September        | 0:40:09 |
| 2009 | 23  | Slaughterhouse on the Prairie                | Hatboxghost Music, Bucketheadland | 30. Januar           | 0:41:48 |
| 2009 | 24  | A Real Diamond in the Rough                  | Hatboxghost Music, Bucketheadland | 1. Mai               | 0:41:46 |
| 2009 | 25  | Forensic Follies                             | Hatboxghost Music                 | 1. Juni              | 0:42:53 |
| 2009 | 26  | Needle in a Slunk Stack                      | Hatboxghost Music                 | 24. September        | 0:40:41 |
| 2010 | 27  | Shadows Between the Sky                      | Hatboxghost Music, Bucketheadland | 6. Februar           | 0:44:54 |
| 2010 | 28  | Spinal Clock                                 | TDRS                              | 16. September        | 0:44:20 |
| 2010 | 29  | Captain EO’s Voyage                          | Hatboxghost Music                 | 20. Oktober          | 0:41:34 |
| 2012 | 35  | Electric Sea                                 | Metastation                       | 21. Februar          | 0:48:05 |
| 2018 | 304 | Bucketheadland 5-13 10 31                    | Bucketheadland                    | Frühling 2018        | 0:31:00 |

### Pike Serie
| Jahr | LP  | Pike | Album                                                            | Musiklabel     | Erstveröffentlichung | Länge |
| ---- | --- | ---- | ---------------------------------------------------------------- | -------------- | -------------------- | ----- |
| 2011 | 30  | 1    | It’s Alive                                                       | Bucketheadland | 15. Mai              | 31:10 |
| 2011 | 31  | 2    | Empty Space                                                      | Bucketheadland | 20. Mai              | 32:00 |
| 2011 | 32  | 3    | 3 Foot Clearance                                                 | Bucketheadland | 17. August           | 40:22 |
| 2011 | 33  | 4    | Underground Chamber                                              | Bucketheadland | 17. August           | 30:43 |
| 2011 | 34  | 5    | Look Up There                                                    | Bucketheadland | 17. August           | 32:29 |
| 2012 | 36  | 6    | Balloon Cement                                                   | Bucketheadland | 14. April            | 30:05 |
| 2012 | 37  | 7    | The Shores of Molokai                                            | Bucketheadland | 9. August            | 31:34 |
| 2012 | 38  | 8    | Racks                                                            | Bucketheadland | 20. September        | 29:52 |
| 2012 | 39  | 9    | March of the Slunks                                              | Bucketheadland | 20. September        | 30:36 |
| 2012 | 40  | 10   | The Silent Picture Book                                          | Bucketheadland | 20. September        | 29:47 |
| 2013 | 41  | 11   | Forgotten Library                                                | Bucketheadland | 9. April             | 31:26 |
| 2013 | 42  | 12   | Propellar                                                        | Bucketheadland | 7. Mai               | 30:17 |
| 2013 | 43  | 13   | Pike 13                                                          | Bucketheadland | 13. Mai              | 33:14 |
| 2013 | 44  | 14   | The Mark of Davis                                                | Bucketheadland | 31. Mai              | 31:49 |
| 2013 | 45  | 15   | View Master                                                      | Bucketheadland | 8. Juni              | 30:05 |
| 2013 | 46  | 16   | The Boiling Pond                                                 | Bucketheadland | 21. Juni             | 30:05 |
| 2013 | 47  | 17   | The Spirit Winds                                                 | Bucketheadland | 2. Juli              | 30:51 |
| 2013 | 48  | 18   | The Astrodome                                                    | Bucketheadland | 29. Juli             | 33:28 |
| 2013 | 49  | 19   | Teeter Slaughter                                                 | Bucketheadland | 5. August            | 31:38 |
| 2013 | 50  | 20   | Thaw                                                             | Bucketheadland | 5. August            | 32:21 |
| 2013 | 51  | 21   | Spiral Trackway                                                  | Bucketheadland | 3. September         | 31:06 |
| 2013 | 52  | 22   | Sphere Facade                                                    | Bucketheadland | 3. September         | 31:44 |
| 2013 | 53  | 23   | Telescape                                                        | Bucketheadland | 16. August           | 32:14 |
| 2013 | 54  | 24   | Slug Cartilage                                                   | Bucketheadland | 4. September         | 30:55 |
| 2013 | 55  | 25   | Pancake Heater                                                   | Bucketheadland | 5. September         | 31:23 |
| 2013 | 56  | 26   | Worms for the Garden                                             | Bucketheadland | 13. September        | 30:07 |
| 2013 | 57  | 27   | Halls of Dimension                                               | Bucketheadland | 18. September        | 32:03 |
| 2013 | 58  | 28   | Feathers                                                         | Bucketheadland | 3. Oktober           | 31:39 |
| 2013 | 59  | 29   | Splatters                                                        | Bucketheadland | 26. September        | 31:02 |
| 2013 | 60  | 30   | Mannequin Cemetery                                               | Bucketheadland | 5. Oktober           | 29:13 |
| 2013 | 61  | 31   | Pearson’s Square                                                 | Bucketheadland | 24. Oktober          | 33:40 |
| 2013 | 62  | 32   | Rise of the Blue Lotus                                           | Bucketheadland | 8. November          | 29:35 |
| 2013 | 63  | 33   | Pumpkin                                                          | Bucketheadland | 29. Oktober          | 31:10 |
| 2013 | 64  | 35   | Thank You Ohlinger’s                                             | Bucketheadland | 2. November          | 32:06 |
| 2013 | 65  | 36   | The Pit                                                          | Bucketheadland | 2. November          | 28:26 |
| 2013 | 66  | 37   | Hollowed Out                                                     | Bucketheadland | 11. November         | 32:10 |
| 2013 | 67  | 38   | It Smells Like Frogs                                             | Bucketheadland | 22. November         | 31:08 |
| 2013 | 68  | 39   | Twisterlend                                                      | Bucketheadland | 25. November         | 30:36 |
| 2013 | 69  | 34   | Pikes                                                            | Bucketheadland | 27. November         | 32:49 |
| 2013 | 70  | 40   | Coat of Charms                                                   | Bucketheadland | 11. Dezember         | 29:38 |
| 2013 | 71  | 41   | Wishes                                                           | Bucketheadland | 24. Dezember         | 33:05 |
| 2014 | 72  | 42   | Backwards Chimney                                                | Bucketheadland | 18. Januar           | 29:02 |
| 2014 | 73  | 43   | Pike 43                                                          | Bucketheadland | 21. Januar           | 33:05 |
| 2014 | 74  | 44   | You Can’t Triple Stamp a Double Stamp                            | Bucketheadland | 9. Januar            | 29:44 |
| 2014 | 75  | 45   | The Coats of Claude                                              | Bucketheadland | 17. Januar           | 29:59 |
| 2014 | 76  | 46   | Rainy Days                                                       | Bucketheadland | 1. März              | 31:07 |
| 2014 | 77  | 47   | Roller Coaster Track Repair                                      | Bucketheadland | 1. März              | 30:06 |
| 2014 | 78  | 48   | Hide In The Pickling Jar                                         | Bucketheadland | 7. Februar           | 30:52 |
| 2014 | 79  | 49   | Monument Valley                                                  | Bucketheadland | 7. Februar           | 29:32 |
| 2014 | 80  | 50   | Pitch Dark                                                       | Bucketheadland | 25. Februar          | 29:58 |
| 2014 | 81  | 51   | Claymation Courtyard                                             | Bucketheadland | 14. April            | 30:23 |
| 2014 | 82  | 52   | Factory                                                          | Bucketheadland | 13. März             | 29:45 |
| 2014 | 83  | 53   | City of Ferris Wheels                                            | Bucketheadland | 23. März             | 31:30 |
| 2014 | 84  | 54   | The Frankensteins Monsters Blinds                                | Bucketheadland | 27. März             | 30:39 |
| 2014 | 85  | 55   | The Miskatonic Scale                                             | Bucketheadland | 23. Mai              | 29:39 |
| 2014 | 86  | 56   | Cycle                                                            | Bucketheadland | 17. April            | 30:29 |
| 2014 | 87  | 57   | Night Gallery                                                    | Bucketheadland | 28. April            | 30:11 |
| 2014 | 88  | 58   | Outpost                                                          | Bucketheadland | 30. April            | 29:00 |
| 2014 | 89  | 59   | Ydrapoej                                                         | Bucketheadland | 23. Juni             | 29:18 |
| 2014 | 90  | 60   | Footsteps                                                        | Bucketheadland | 13. Mai              | 29:15 |
| 2014 | 91  | 61   | Citacis                                                          | Bucketheadland | 20. Mai              | 29:10 |
| 2014 | 92  | 62   | Outlined for Citacis                                             | Bucketheadland | 28. Mai              | 29:56 |
| 2014 | 93  | 63   | Grand Gallery                                                    | Bucketheadland | 28. Mai              | 29:43 |
| 2014 | 94  | 64   | Aquarium                                                         | Bucketheadland | 16. Juli             | 29:08 |
| 2014 | 95  | 65   | Hold Me Forever (In memory of my mom Nancy York Carroll)         | Bucketheadland | 25. Juni             | 28:37 |
| 2014 | 96  | 66   | Leave the Light On                                               | Bucketheadland | 29. Juli             | 30:44 |
| 2014 | 97  | 67   | Abandoned Slaughterhouse                                         | Bucketheadland | 13. Juli             | 30:06 |
| 2014 | 98  | 68   | Assignment 033-03                                                | Bucketheadland | 18. Juli             | 29:04 |
| 2014 | 99  | 69   | Category of Whereness                                            | Bucketheadland | 26. August           | 29:27 |
| 2014 | 100 | 70   | Snow Slug                                                        | Bucketheadland | 29. Juli             | 29:21 |
| 2014 | 101 | 71   | Celery                                                           | Bucketheadland | 5. August            | 29:03 |
| 2014 | 102 | 72   | Closed Attractions                                               | Bucketheadland | 13. August           | 31:19 |
| 2014 | 103 | 73   | Final Bend of the Labyrinth                                      | Bucketheadland | 21. August           | 30:36 |
| 2014 | 104 | 74   | Infinity Hill                                                    | Bucketheadland | 21. August           | 29:21 |
| 2014 | 105 | 75   | Twilight Constrictor                                             | Bucketheadland | 28. August           | 30:15 |
| 2014 | 106 | 76   | Caterpillar                                                      | Bucketheadland | 19. September        | 30:09 |
| 2014 | 107 | 77   | Bumbyride Dreamlands                                             | Bucketheadland | 4. September         | 28:34 |
| 2014 | 108 | 78   | Pike 78                                                          | Bucketheadland | 23. September        | 30:41 |
| 2014 | 109 | 79   | Geppetos Trunk                                                   | Bucketheadland | 14. September        | 29:32 |
| 2014 | 110 | 80   | Cutout Animatronic                                               | Bucketheadland | 17. September        | 28:03 |
| 2014 | 111 | 81   | Carnival of Cartilage                                            | Bucketheadland | 27. September        | 29:01 |
| 2014 | 112 | 82   | Calamity Cabin                                                   | Bucketheadland | 27. September        | 29:54 |
| 2014 | 113 | 83   | Dreamless Slumber                                                | Bucketheadland | 3. Oktober           | 29:00 |
| 2014 | 114 | 84   | Whirlpool                                                        | Bucketheadland | 7. Oktober           | 28:54 |
| 2014 | 115 | 85   | Walk in Loset                                                    | Bucketheadland | 11. Oktober          | 29:17 |
| 2014 | 116 | 86   | Our Selves                                                       | Bucketheadland | 18. Oktober          | 28:38 |
| 2014 | 117 | 87   | Interstellar Slunk                                               | Bucketheadland | 20. Oktober          | 30:52 |
| 2014 | 118 | 88   | Red Pepper Restaurant                                            | Bucketheadland | 24. Oktober          | 33:21 |
| 2014 | 119 | 89   | The Time Travelers Dream                                         | Bucketheadland | 28. Oktober          | 30:19 |
| 2014 | 120 | 90   | Listen for the Whisper                                           | Bucketheadland | 30. Oktober          | 29:03 |
| 2014 | 121 | 91   | Sublunar                                                         | Bucketheadland | 9. Dezember          | 29:13 |
| 2014 | 122 | 92   | The Splatterhorn                                                 | Bucketheadland | 15. November         | 30:16 |
| 2014 | 123 | 93   | Coaster Coat                                                     | Bucketheadland | 20. November         | 32:46 |
| 2014 | 124 | 94   | Magic Lantern                                                    | Bucketheadland | 26. November         | 29:27 |
| 2014 | 125 | 95   | Northern Lights                                                  | Bucketheadland | 28. November         | 28:43 |
| 2014 | 126 | 96   | Yarn                                                             | Bucketheadland | 4. Dezember          | 30:18 |
| 2014 | 127 | 97   | Passageways                                                      | Bucketheadland | 11. Dezember         | 29:05 |
| 2014 | 128 | 98   | Pilot                                                            | Bucketheadland | 19. Dezember         | 29:20 |
| 2014 | 129 | 99   | Polar Trench                                                     | Bucketheadland | 25. Dezember         | 30:40 |
| 2014 | 130 | 100  | The Mighty Microscope                                            | Bucketheadland | 30. Dezember         | 29:59 |
| 2014 | 131 | 101  | In the Hollow Hills                                              | Bucketheadland | 31. Dezember         | 29:04 |
| 2015 | 132 | 102  | Sideway Streets                                                  | Bucketheadland | 13. Januar           | 29:28 |
| 2015 | 133 | 103  | Squid Ink Lodge                                                  | Bucketheadland | 21. Januar           | 30:15 |
| 2015 | 134 | 104  | Project Little Man                                               | Bucketheadland | 27. Februar          | 29:02 |
| 2015 | 135 | 105  | The Moltrail                                                     | Bucketheadland | 27. Januar           | 30:11 |
| 2015 | 136 | 106  | Forest of Bamboo                                                 | Bucketheadland | 29. Januar           | 29:12 |
| 2015 | 137 | 107  | Weird Glows Gleam                                                | Bucketheadland | 30. Januar           | 28:59 |
| 2015 | 138 | 108  | Collect Itself                                                   | Bucketheadland | 30. Januar           | 29:09 |
| 2015 | 139 | 109  | The Left Panel                                                   | Bucketheadland | 3. Februar           | 29:56 |
| 2015 | 140 | 110  | Wall to Wall Cobwebs                                             | Bucketheadland | 14. Februar          | 32:04 |
| 2015 | 141 | 111  | Night of the Snowmole                                            | Bucketheadland | 17. Februar          | 28:56 |
| 2015 | 142 | 112  | Creaky Doors and Creaky Floors                                   | Bucketheadland | 19. Februar          | 29:16 |
| 2015 | 143 | 113  | Herbie Theatre                                                   | Bucketheadland | 21. Februar          | 30:40 |
| 2015 | 144 | 114  | Glow in the Dark                                                 | Bucketheadland | 24. Februar          | 29:15 |
| 2015 | 145 | 115  | Marble Monsters                                                  | Bucketheadland |                      | 30:29 |
| 2015 | 146 | 116  | Infinity of the Spheres                                          | Bucketheadland | 27. Februar          | 29:10 |
| 2015 | 147 | 117  | Vacuum                                                           | Bucketheadland | 28. Februar          | 30:16 |
| 2015 | 148 | 118  | Elevator                                                         | Bucketheadland | 11. März             | 29:28 |
| 2015 | 149 | 119  | Solar Sailcraft                                                  | Bucketheadland | 9. Mai               | 30:09 |
| 2015 | 150 | 120  | Louzenger                                                        | Bucketheadland | 19. März             | 31:16 |
| 2015 | 151 | 121  | Shaded Ray                                                       | Bucketheadland | 21. März             | 30:01 |
| 2015 | 152 | 122  | The Other Side of the Dark                                       | Bucketheadland | 26. März             | 28:51 |
| 2015 | 153 | 123  | Scroll of Vegetable                                              | Bucketheadland | 28. März             | 28:33 |
| 2015 | 154 | 124  | Rotten Candy Cane                                                | Bucketheadland | 31. März             | 29:44 |
| 2015 | 155 | 125  | Along the River Bank                                             | Bucketheadland | 3. April             | 29:44 |
| 2015 | 156 | 126  | Tourist                                                          | Bucketheadland | 9. April             | 29:55 |
| 2015 | 157 | 127  | Paint to the Tile                                                | Bucketheadland | 12. April            | 29:02 |
| 2015 | 158 | 128  | Tucked Into Dreams                                               | Bucketheadland | 19. April            | 30:07 |
| 2015 | 159 | 129  | Forever Lake                                                     | Bucketheadland | 21. April            | 32:11 |
| 2015 | 160 | 130  | Down in the Bayou Part Two                                       | Bucketheadland | 24. April            | 29:51 |
| 2015 | 161 | 131  | Down the Bayou Part One                                          | Bucketheadland | 28. April            | 29:20 |
| 2015 | 162 | 132  | Chamber of Drawers                                               | Bucketheadland | 29. April            | 28:29 |
| 2015 | 163 | 133  | Embroidery                                                       | Bucketheadland | 30. April            | 29:18 |
| 2015 | 164 | 134  | Digging Under the Basement                                       | Bucketheadland | 8. Mai               | 30:34 |
| 2015 | 165 | 135  | Haunted Roller Coaster Chair                                     | Bucketheadland | 8. Mai               | 30:02 |
| 2015 | 166 | 136  | Firebolt                                                         | Bucketheadland | 9. Mai               | 28:39 |
| 2015 | 167 | 137  | Hideous Phantasm                                                 | Bucketheadland | 16. Mai              | 30:01 |
| 2015 | 168 | 138  | Giant Claw                                                       | Bucketheadland | 22. Mai              | 30:05 |
| 2015 | 169 | 139  | Observation                                                      | Bucketheadland | 26. Mai              | 30:22 |
| 2015 | 170 | 140  | Hats and Glasses                                                 | Bucketheadland | 30. Mai              | 32:18 |
| 2015 | 171 | 141  | Last Call for the E.P. Ripley                                    | Bucketheadland | 30. Mai              | 29:00 |
| 2015 | 172 | 142  | Nautical Nightmares                                              | Bucketheadland | 31. Mai              | 28:44 |
| 2015 | 173 | 143  | Blank Bot                                                        | Bucketheadland | 5. Juni              | 29:51 |
| 2015 | 174 | 144  | Scream Sundae                                                    | Bucketheadland | 6. Juni              | 29:56 |
| 2015 | 175 | 145  | Kareem’s Footprint                                               | Bucketheadland | 9. Juni              | 28:38 |
| 2015 | 176 | 146  | Carrotcature                                                     | Bucketheadland | 11. Juni             | 28:58 |
| 2015 | 177 | 147  | Popcorn Shells                                                   | Bucketheadland | 13. Juni             | 28:42 |
| 2015 | 178 | 148  | Invisable Forest                                                 | Bucketheadland | 17. Juni             | 29:17 |
| 2015 | 179 | 149  | Chickencoopscope                                                 | Bucketheadland | 19. Juni             | 29:42 |
| 2015 | 180 | 150  | Heaven is your Home (For my Father, Thomas Manley Carroll)       | Bucketheadland | 21. Juni             | 30:00 |
| 2015 | 181 | 151  | Fog Gardens                                                      | Bucketheadland | 27. Juni             | 30:57 |
| 2015 | 182 | 152  | Carnival Cutouts                                                 | Bucketheadland | 3. Juli              | 28:46 |
| 2015 | 183 | 153  | Whisper Track                                                    | Bucketheadland | 8. Juli              | 31:51 |
| 2015 | 184 | 154  | The Cellar Yawns                                                 | Bucketheadland | 13. Juli             | 30:52 |
| 2015 | 185 | 155  | Ancient Lens                                                     | Bucketheadland | 16. Juli             | 28:33 |
| 2015 | 186 | 156  | Herbie Climbs a Tree                                             | Bucketheadland | 22. Juli             | 29:40 |
| 2015 | 187 | 157  | Upside Down Skyway                                               | Bucketheadland | 24. Juli             | 31:01 |
| 2015 | 188 | 158  | Twisted Branches                                                 | Bucketheadland | 28. Juli             | 29:43 |
| 2015 | 189 | 159  | Half Circle Bridge                                               | Bucketheadland | 31. Juli             | 31:09 |
| 2015 | 190 | 160  | Land of Miniatures                                               | Bucketheadland | 1. August            | 29:00 |
| 2015 | 191 | 161  | Bats in the Lite Brite                                           | Bucketheadland | 1. August            | 31:43 |
| 2015 | 192 | 162  | Four Forms                                                       | Bucketheadland | 8. August            | 34:47 |
| 2015 | 193 | 163  | Blue Tide                                                        | Bucketheadland | 11. August           | 29:35 |
| 2015 | 194 | 164  | Ghoul                                                            | Bucketheadland | 18. August           | 27:45 |
| 2015 | 195 | 165  | Orange Tree                                                      | Bucketheadland | 21. August           | 27:47 |
| 2015 | 196 | 166  | Region                                                           | Bucketheadland | 25. August           | 33:11 |
| 2015 | 197 | 167  | Shapeless                                                        | Bucketheadland | 27. August           | 30:23 |
| 2015 | 198 | 168  | Ognarader                                                        | Bucketheadland | 2. September         | 28:50 |
| 2015 | 199 | 169  | The Windowsill                                                   | Bucketheadland | 6. September         | 30:24 |
| 2015 | 200 | 170  | Washed Away                                                      | Bucketheadland | 12. September        | 29:48 |
| 2015 | 201 | 171  | A Ghost Took My Homework                                         | Bucketheadland | 17. September        | 29:56 |
| 2015 | 202 | 172  | Crest of the Hill                                                | Bucketheadland | 19. September        | 30:35 |
| 2015 | 203 | 173  | The Blob                                                         | Bucketheadland | 24. September        | 28:43 |
| 2015 | 204 | 174  | Last House on Slunk Street                                       | Bucketheadland | 26. September        | 29:00 |
| 2015 | 205 | 175  | Quilted                                                          | Bucketheadland | 29. September        | 29:28 |
| 2015 | 206 | 176  | 31 Days Til Halloween: Visitor From The Mirror                   | Bucketheadland | 1. Oktober           | 29:38 |
| 2015 | 207 | 177  | 30 Days Til Halloween: Swollen Glasses                           | Bucketheadland | 2. Oktober           | 30:56 |
| 2015 | 208 | 178  | 29 Days Til Halloween: Blurmwood                                 | Bucketheadland | 3. Oktober           | 29:11 |
| 2015 | 209 | 179  | 28 Days Til Halloween: The Insides of the Outsides               | Bucketheadland | 4. Oktober           | 30:42 |
| 2015 | 210 | 180  | 27 Days Til Halloween: Cavern Guide                              | Bucketheadland | 5. Oktober           | 30:18 |
| 2015 | 211 | 181  | 26 Days Til Halloween: Bogwitch                                  | Bucketheadland | 6. Oktober           | 30:54 |
| 2015 | 212 | 182  | 25 Days Til Halloween: Window Fragment                           | Bucketheadland | 7. Oktober           | 29:55 |
| 2015 | 213 | 183  | 24 Days Til Halloween: Screaming Scalp                           | Bucketheadland | 8. Oktober           | 29:51 |
| 2015 | 214 | 184  | 23 Days Til Halloween: Wax                                       | Bucketheadland | 9. Oktober           | 30:19 |
| 2015 | 215 | 185  | 22 Days Til Halloween: I Got This Costume From The Sears Catalog | Bucketheadland | 10. Oktober          | 30:06 |
| 2015 | 216 | 186  | 21 Days Til Halloween: Cement Decay                              | Bucketheadland | 11. Oktober          | 30:14 |
| 2015 | 217 | 187  | 20 Days Til Halloween: Forgotten Experiment                      | Bucketheadland | 12. Oktober          | 29:47 |
| 2015 | 218 | 188  | 19 Days Til Halloween: Light in Window                           | Bucketheadland | 13. Oktober          | 29:20 |
| 2015 | 219 | 189  | 18 Days Til Halloween: Blue Squared                              | Bucketheadland | 14. Oktober          | 29:04 |
| 2015 | 220 | 190  | 17 Days Til Halloween: 1079                                      | Bucketheadland | 15. Oktober          | 30:16 |
| 2015 | 221 | 191  | 16 Days Til Halloween: Cellar                                    | Bucketheadland | 16. Oktober          | 30:03 |
| 2015 | 222 | 192  | 15 Days Til Halloween: Grotesques                                | Bucketheadland | 17. Oktober          | 30:20 |
| 2015 | 223 | 193  | 14 Days Til Halloween: Voice From The Dead Forest                | Bucketheadland | 18. Oktober          | 29:52 |
| 2015 | 224 | 194  | 13 Days Til Halloween: Maple Syrup                               | Bucketheadland | 19. Oktober          | 30:10 |
| 2015 | 225 | 195  | 12 Days Til Halloween: Face Sling Shot                           | Bucketheadland | 20. Oktober          | 29:39 |
| 2015 | 226 | 196  | 11 Days Til Halloween: Reflection                                | Bucketheadland | 21. Oktober          | 30:39 |
| 2015 | 227 | 197  | 10 Days Til Halloween: Residue                                   | Bucketheadland | 22. Oktober          | 29:02 |
| 2015 | 228 | 198  | 9 Days Til Halloween: Eye on Spiral                              | Bucketheadland | 23. Oktober          | 28:26 |
| 2015 | 229 | 199  | 8 Days Til Halloween: Flare Up                                   | Bucketheadland | 24. Oktober          | 30:52 |
| 2015 | 230 | 200  | 7 Days Til Halloween: Cavernous                                  | Bucketheadland | 25. Oktober          | 30:31 |
| 2015 | 231 | 201  | 6 Days Til Halloween: Underlair                                  | Bucketheadland | 26. Oktober          | 30:17 |
| 2015 | 232 | 202  | 5 Days Til Halloween: Scrapbook Front                            | Bucketheadland | 27. Oktober          | 30:29 |
| 2015 | 233 | 203  | 4 Days Til Halloween: Silent Photo                               | Bucketheadland | 28. Oktober          | 29:19 |
| 2015 | 234 | 204  | 3 Days Til Halloween: Crow Hedge                                 | Bucketheadland | 29. Oktober          | 29:52 |
| 2015 | 235 | 205  | 2 Days Til Halloween: Cold Frost                                 | Bucketheadland | 30. Oktober          | 31:07 |
| 2015 | 236 | 206  | Happy Halloween: Silver Shamrock                                 | Bucketheadland | 31. Oktober          | 30:32 |
| 2015 | 237 | 207  | 365 Days Til Halloween: Smash                                    | Bucketheadland | 1. November          | 30:27 |
| 2015 | 238 | 208  | The Wishing Brook                                                | Bucketheadland | 2. November          | 29:50 |
| 2015 | 239 | 209  | Rooms of Illusions                                               | Bucketheadland | 4. November          | 29:14 |
| 2015 | 240 | 210  | Sunken Parlor                                                    | Bucketheadland | 7. November          | 28:50 |
| 2015 | 241 | 211  | Screen Door                                                      | Bucketheadland | 14. November         | 28:04 |
| 2015 | 242 | 212  | Hornet                                                           | Bucketheadland | 16. November         | 28:15 |
| 2015 | 243 | 213  | Crumple                                                          | Bucketheadland | 19. November         | 29:11 |
| 2015 | 244 | 214  | Trace Candle                                                     | Bucketheadland | 25. November         | 28:14 |
| 2015 | 245 | 215  | Teflecter                                                        | Bucketheadland | 2. Dezember          | 29:06 |
| 2015 | 246 | 216  | Wheels of Ferris                                                 | Bucketheadland | 8. Dezember          | 30:01 |
| 2015 | 247 | 217  | Pike Doors                                                       | Bucketheadland | 19. Dezember         | 30:29 |
| 2015 | 248 | 218  | Old Toys                                                         | Bucketheadland | 23. Dezember         | 29:50 |
| 2015 | 249 | 219  | Rain Drops on Christmas                                          | Bucketheadland | 24. Dezember         | 28:12 |
| 2016 | 250 | 220  | Mirror Realms                                                    | Bucketheadland | 6. Januar            | 29:09 |
| 2016 | 251 | 221  | Cove Cloud                                                       | Bucketheadland | 11. Januar           | 28:48 |
| 2016 | 252 | 222  | Out of the Attic                                                 | Bucketheadland | 15. Januar           | 28:37 |
| 2016 | 253 | 223  | Dragging the Fence                                               | Bucketheadland | 19. Januar           | 29:58 |
| 2016 | 254 | 224  | Buildor                                                          | Bucketheadland | 23. Januar           | 28:31 |
| 2016 | 255 | 225  | Florrmat                                                         | Bucketheadland | 26. Januar           | 29:00 |
| 2016 | 256 | 226  | Happy Birthday MJ 23                                             | Bucketheadland | 17. Februar          | 28:58 |
| 2016 | 257 | 227  | Arcade of the Deserted                                           | Bucketheadland | 20. Februar          | 29:34 |
| 2016 | 258 | 228  | The Creaking Stairs                                              | Bucketheadland | 24. Februar          | 29:09 |
| 2016 | 259 | 229  | Cabs                                                             | Bucketheadland | 28. Februar          | 29:14 |
| 2016 | 260 | 230  | Rooftop                                                          | Bucketheadland | 14. März             | 29:52 |
| 2016 | 261 | 231  | Drift                                                            | Bucketheadland | 14. März             | 27:46 |
| 2016 | 262 | 232  | Lightboard                                                       | Bucketheadland | 26. März             | 29:53 |
| 2016 | 263 | 233  | 22222222                                                         | Bucketheadland | 26. März             | 30:29 |
| 2016 | 264 | 234  | Coupon                                                           | Bucketheadland | 30. März             | 29:48 |
| 2016 | 265 | 235  | Oneiric Pool                                                     | Bucketheadland | 27. Oktober          | 28:48 |
| 2016 | 266 | 236  | Castle on Slunk Hill                                             | Bucketheadland | 3. November          | 31:59 |
| 2016 | 267 | 237  | The Five Blocks                                                  | Bucketheadland | 17. November         | 29:25 |
| 2016 | 268 | 238  | Attic Garden                                                     | Bucketheadland | 21. November         | 30:20 |
| 2016 | 269 | 239  | The Mermaid Stairwell                                            | Bucketheadland | 25. November         | 28:25 |
| 2016 | 270 | 240  | Chart                                                            | Bucketheadland | 1. Dezember          | 28:27 |
| 2016 | 271 | 241  | Sparks in the Dark                                               | Bucketheadland | 9. Dezember          | 28:50 |
| 2016 | 272 | 242  | Hamdens Hollow                                                   | Bucketheadland | 12. Dezember         | 30:06 |
| 2016 | 273 | 243  | Santa’s Toy Workshop                                             | Bucketheadland | 23. Dezember         | 31:23 |
| 2017 | 274 | 244  | Out Orbit                                                        | Bucketheadland | 11. Januar           | 27:59 |
| 2017 | 275 | 245  | Space Viking                                                     | Bucketheadland | 14. Januar           | 30:31 |
| 2017 | 276 | 246  | Nettle                                                           | Bucketheadland | 20. Januar           | 28:23 |
| 2017 | 277 | 247  | Rivers in the Seas                                               | Bucketheadland | 29. Januar           | 31:22 |
| 2017 | 278 | 248  | Adrift in Sleepwakefulness                                       | Bucketheadland | 31. Januar           | 28:18 |
| 2017 | 279 | 249  | The Moss Lands                                                   | Bucketheadland | 8. Februar           | 28:33 |
| 2017 | 280 | 250  | 250                                                              | Bucketheadland | 11. Februar          | 30:28 |
| 2017 | 281 | 251  | Waterfall Cove                                                   | Bucketheadland | 17. Februar          | 28:53 |
| 2017 | 282 | 252  | Bozo in the Labyrinth                                            | Bucketheadland | 23. Februar          | 30:32 |
| 2017 | 283 | 253  | Coop Erstown                                                     | Bucketheadland | 28. Februar          | 29:48 |
| 2017 | 284 | 254  | Woven Twigs                                                      | Bucketheadland | 3. März              | 30:05 |
| 2017 | 285 | 255  | Abominable Snow Scalp                                            | Bucketheadland | 9. März              | 29:22 |
| 2017 | 286 | 256  | Meteor Firefly Net                                               | Bucketheadland | 17. März             | 29:43 |
| 2017 | 287 | 257  | Blank Slate                                                      | Bucketheadland | 24. März             | 30:20 |
| 2017 | 288 | 258  | Echo                                                             | Bucketheadland | 30. März             | 28:50 |
| 2017 | 289 | 259  | Undersea Dead City                                               | Bucketheadland | 1. April             | 28:27 |
| 2017 | 290 | 260  | Ferry to the Island of Lost Minds                                | Bucketheadland | 7. April             | 28:04 |
| 2017 | 291 | 261  | Portal to the Red Waterfall                                      | Bucketheadland | 13. April            | 28:42 |
| 2017 | 292 | 262  | Nib Y Nool                                                       | Bucketheadland | 15. April            | 29:20 |
| 2017 | 293 | 263  | Glacier                                                          | Bucketheadland | 24. April            | 30:59 |
| 2017 | 294 | 264  | Poseidon                                                         | Bucketheadland | 5. Mai               | 30:21 |
| 2017 | 295 | 265  | Ride Operator Q Bozo                                             | Bucketheadland | 6. Juni              | 31:25 |
| 2017 | 296 | 266  | Far                                                              | Bucketheadland | 8. Juli              | 27:53 |
| 2017 | 297 | 267  | Thoracic Spine Collapser                                         | Bucketheadland | 15. Juli             | 29:36 |
| 2017 | 298 | 268  | Sonar Rainbow                                                    | Bucketheadland | 20. Juli             | 29:35 |
| 2017 | 299 | 269  | Decaying Parchment                                               | Bucketheadland | 11. August           | 32:49 |
| 2017 | 300 | 270  | A3                                                               | Bucketheadland | 13. August           | 28:50 |
| 2017 | 301 | 271  | The Squaring of the Circle                                       | Bucketheadland | 25. August           | 29:25 |
| 2017 | 302 | 272  | Coniunctio                                                       | Bucketheadland | 28. August           | 28:25 |
| 2017 | 303 | 273  | Guillotine Furnace                                               | Bucketheadland | 9. Dezember          | 28:03 |
| 2018 | 305 | 274  | Fourneau Cosmique                                                | Bucketheadland | 22. Februar          | 28:06 |
| 2018 | 306 | 275  | Dreamthread                                                      | Bucketheadland | 4. August            | 29:41 |

### Gemeinschaftsalben
Als Death Cube K
- 1994: Dreamatorium
- 1997: Disembodied
- 1999: Tunnel
- 2007: DCK
- 2007: Monolith
- 2009: Torn from Black Space

Mit Bryan Mantia
- 1997: Pieces – I Need 5 Minutes Alone
- 2007: Kevin’s Noodle House
- 2010: Brain as Hamenoodle

Mit Brain Mantia und Melissa Reese
- 2010: Best Regards
- 2010: Kind Regards

Mit Bryan Mantia und Travis Dickerson
- 2008: The Dragons of Eden

Mit Travis Dickerson
- 2006: Chicken Noodles
- 2007: Chicken Noodles II
- 2009: Iconography
- 2010: Left Hanging

Mit Jonas Hellborg & Michael Shrieve
- 1993: Octave of the Holy Innocents (Wiederveröffentlichung im Jahr 2003)

Mit Alix Lambert und Travis Dickerson
- 2008: Running After Deer

Mit Viggo Mortensen
- 1997: One Less Thing to Worry About
- 1998: Recent Forgeries
- 1999: The Other Parade
- 1999: One Man’s Meat
- 2003: Pandemoniumfromamerica
- 2004: Please Tomorrow
- 2004: This, That, and The Other (Kompilation)
- 2005: Intelligence Failure
- 2008: At All
- 2011: Reunion
- 2013: Acá (nur 2 Lieder)[26]
- 2016: Seventeen Odd Songs
- 2018: Godzilla Sleeps Alone

### Livealben
| Jahr | Titel                    | Musiklabel     | Erstveröffentlichung |
| ---- | ------------------------ | -------------- | -------------------- |
| 2018 | Live From Bucketheadland | Bucketheadland | Januar 2018          |

### Kompilationen
- 1997: Guitar Zone
- 1997: Guitars on Mars
- 1998: Night and Day
- 1998: Guitarisma 2
- 1998: Great Jewish Music: Marc Bolan (außerdem unveröffentlichtes Cover von 20th Century Boy von T. Rex)
- 1998: New Yorker Out Loud: Volume 2
- 1999: Crash Course in Music
- 1999: Horizons
- 1999: Music for the New Millennium
- 2001: Innerhythmic Sound System
- 2001: Bomb Anniversary Collection
- 2001: Gonervill presents: The Freak Brothers
- 2002: Guitars for Freedom
- 2002: The Meta Collection (außerdem unveröffentlichtes Lied Remember)
- 2002: Urban Revolutions
- 2002: Live from Bonnaroo 2002 – Volume 2 (außerdem unveröffentlichtes C2B3-Lied Number Two)
- 2005: Blue Suenos (außerdem unveröffentlichtes Lied Planeta)
- 2006: Guitar Hero II (mit dem Lied Jordan)
- 2006: The Longest Yard and Jack the Ripper
- 2008: Fallen Soldiers Memorial (außerdem unveröffentlichtes Lied Buckets of Blood mit Bootsy Collins)
- 2008: Guitar Hero III (mit dem LiedSoothsayer)
- 2008: Rock Band 2 (Shackler’s Revenge mit Guns N’ Roses)

### Beteiligungen an Soundtracks
- 1993: Last Action Hero (Soundtrack)
- 1993: Last Action Hero (Filmmusik)
- 1995: Vernetzt – Johnny Mnemonic (Soundtrack)
- 1997: Mortal Kombat (Soundtrack)
- 1995: Mortal Kombat (Filmmusik)
- 1996: Myth – Dreams of the World
- 1996: Gefühl und Verführung (Soundtrack)
- 1997: Beverly Hills Ninja – Die Kampfwurst (Soundtrack)
- 1997: Mortal Kombat: Annihilation (Soundtrack)
- 1999: Mighty Morphin Power Rangers (Soundtrack)
- 2001: Ghosts of Mars (Soundtrack)
- 2001: Dragonball Z Special: Die Geschichte von Trunks – Das Trunks Special (Soundtrack)
- 2002: Scratch (Soundtrack)
- 2004: Flesh for the Beast (Filmmusik)
- 2005: Masters of Horror (Soundtrack)
- 2005: Saw II (Soundtrack)

### Weitere Veröffentlichungen
| Jahr | Titel                                              | Musiklabel Katalog-Nr. | Erstveröffentlichung | Länge          |
| ---- | -------------------------------------------------- | ---------------------- | -------------------- | -------------- |
| 2007 | In Search of The                                   | TDRS                   | 21. Februar 2007     | Länge: 9:27:37 |
| 2007 | Acoustic Shards                                    | Avabella CD-320        | 31. Mai 2007         | Länge: 52:01   |
| 2007 | Bucketheadland Blueprints (Wiederveröffentlichung) | TDRS                   | August 2007          | Länge: 60:13   |
| 2008 | From the Coop                                      | Avabella CD-321        | 9. März 2008         | Länge: 43:15   |

### EPs
| Jahr | Titel          | Musiklabel Katalog-Nr. | Erstveröffentlichung | Länge        |
| ---- | -------------- | ---------------------- | -------------------- | ------------ |
| 2001 | KFC Skin Piles | Gonerville BHB-001     | Anfang 2001          | Länge: 23:44 |

### Demos
| Jahr | Titel                     |
| ---- | ------------------------- |
| 1989 | Brazos                    |
| 1991 | Giant Robot               |
| 1991 | Bucketheadland Blueprints |
| 1995 | Grab Bag#1                |
| 1996 | Grab Bag#2                |
| 1998 | Grab Bag#3                |

## Singles
| Jahr | Titel                              | Anmerkungen                                                                    |
| ---- | ---------------------------------- | ------------------------------------------------------------------------------ |
| 2006 | Game of Death                      | Das Lied war dem gleichnamigen, unveröffentlichten Film von Bruce Lee gewidmet |
| 2006 | I Like it Raw                      | Gewidmet an Ol’ Dirty Bastard                                                  |
| 2009 | Forgotten Trail (Extended Version) |                                                                                |
| 2009 | Jordan (Guitar-Hero-II-Lied)       |                                                                                |
| 2009 | The Homing Beacon                  | Gewidmet an Michael Jackson                                                    |
| 2010 | The Rising Sun                     | Gewidmet an Japan                                                              |
| 2018 | Mirror in the Cellar               | kostenloser Download an Halloween 2018                                         |
| 2018 | Missing My Parents                 | kostenloser Download an Weihnachten 2018                                       |

### Gastauftritte
- 1991: Henry Kaiser – Hope You Like Our New Direction
- 1992: Will Ackerman – The Opening of Doors
- 1993: MCM and the Monster – Collective Emotional Problems
- 1993: Psyber Pop – What? So What?
- 1994: Jon Hassell and Blue Screen – Dressing for Pleasure
- 1994: Hakim Bey – T.A.Z. (Temporary Autonomous Zone)
- 1995: Buckshot LeFonque – No Pain No Gain (Single with remixes)
- 1995: Julian Schnabel – Every Silver Lining Has a Cloud
- 1998: Bastard Noise – Split mit Spastic Colon
- 1998: DJ QBert – Wave Twisters
- 1999: Banyan – Anytime at All
- 1999: Ben Wa – Devil Dub
- 2000: Double E – Audio Men
- 2000: Tony Furtado Band – Tony Furtado Band
- 2001: Meridiem – A Pleasant Fiction (Wiederveröffentlichung im Jahr 2009)
- 2001: Gonervill – Gonervill
- 2002: Fishbone and the Familyhood Nextperience Present: The Friendliest Psychosis of All
- 2003: Gemini – Product of Pain
- 2005: Bassnectar – Mesmerizing The Ultra
- 2006: Bootsy Collins – Christmas Is 4 Ever
- 2006: Gigi – Gold & Wax
- 2011: Bootsy Collins – Tha Funk Capital of the World
- 2017: Gaudi – Magnetic[34]
- 2018: Asterism – Ignition[35]

## Videoalben
| Jahr | Titel                   |
| ---- | ----------------------- |
| 2005 | Secret Recipe           |
| 2006 | Young Buckethead Vol. 1 |
| 2006 | Young Buckethead Vol. 2 |
| 2007 | Quackers! (Cornbugs)    |
| 2007 | Headcheese (Cornbugs)   |
| 2018 | Soothsayer              |

Weitere Videoalben
- Binge Clips (Serien von sieben VHS-Kassetten)
- Killer Grabbag of Shards Vol. 1 (CD-ROM, die Live-Material enthält)
- Viva Voltron

## Musikvideos
| Jahr | Titel                           |
| ---- | ------------------------------- |
| 1999 | The Ballad of Buckethead        |
| 2004 | Spokes for the Wheel of Torment |
| 2005 | We Are One                      |
| 2018 | 10 31                           |